# Vladimir Batez
Vladimir Batez (em sérvio:  Владимир Батез; Novi Sad, 7 de setembro de 1969) é um jogador de voleibol sérvio que competiu pela Iugoslávia em duas edições de Jogos Olímpicos, conquistando uma medalha de ouro e uma de bronze.

## Carreira
Batez disputou sua primeira Olimpíada na edição de 1996, em Atlanta, quando a então seleção da Iugoslávia conquistou a medalha de bronze derrotando a Rússia por 3 sets a 1. Na edição seguinte, em Sydney 2000, esteve novamente representando a Iugoslávia que chegou a final do torneio olímpico após vencer a favorita Itália nas semifinais, conquistando a inédita medalha de ouro após vitória sobre os russos.